# The Times of Israel
The Times of Israel és un diari digital d'Israel fundat el 2012 pel periodista David Horovitz, que n'és l'editor, i el gestor de fons d'inversió americà Seth Klarman. Cobreix notícies d'Israel, l'Orient Mitjà i de tot el món. Inicialment publicava només en anglès, però després també va començar a fer-ho en àrab, francès i persa. El primer de maig de 2019 va iniciar la seva versió en hebreu, Zman Yisrael.
El febrer de 2014, dos anys després del seu inici, The Times of Israel assegurà tindre 2 milions de lectors. El 2017, els lectors pujaven a 3,5 milions únics per mes. El 2019 el diari tenia una mitjana de 5 milions d'usuaris únics cada mes i 25 milions de pàgines visualitzades. També mantenia una plataforma de blogs amb 9.000 escrits publicats.